# 沃村
沃村（法語：Vaux，法語發音：[vo] ⓘ）是法国新阿基坦大区维埃纳省的一个旧市镇，位于该省西南部，属于蒙莫里永区。2019年，沃村与临近的4个市镇合并为新市镇普瓦图地区瓦朗斯。

## 地理
沃村（46°17'50"N, 0°13'15"E）面积25.84 平方千米，位于法国新阿基坦大区维埃纳省，该省份为法国中西部省份，北起曼恩-卢瓦尔省和安德尔-卢瓦尔省，西接德塞夫勒省，南至夏朗德省，东南接上维埃纳省，东临安德尔省。
与沃村接壤的市镇（或旧市镇、城区）包括：索昂库埃、尚帕涅圣伊莱尔、库埃、罗马涅。
沃村的时区为UTC+01:00、UTC+02:00（夏令时）。

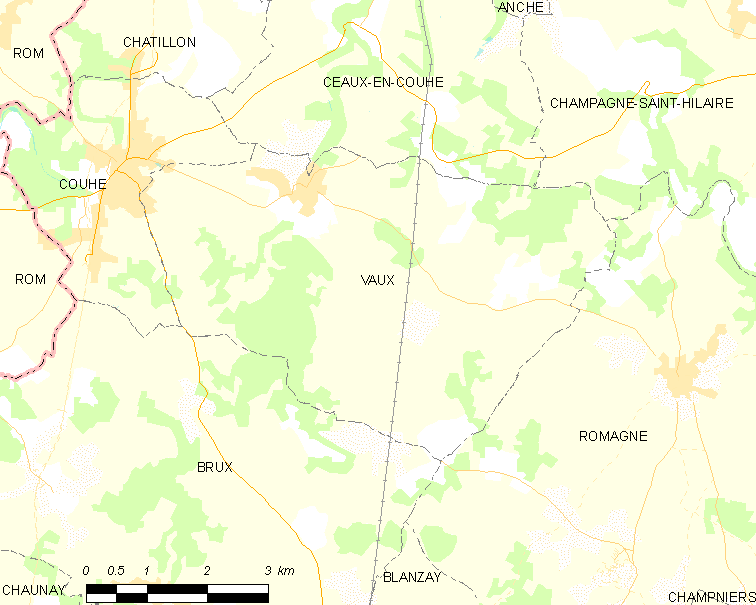
沃村的OSM定位图

## 行政
沃村的邮政编码为86700，INSEE市镇编码为86278。

## 政治
沃村所属的省级选区为吕西尼昂县。

## 人口

1962-2008年间沃村人口变化图示

沃村于2018年1月1日时的人口数量为791人。